# Bombus incertus
Bombus incertus là một loài Hymenoptera trong họ Apidae. Loài này được Morawitz mô tả khoa học năm 1881.